# Paul Masterton
Pour les articles homonymes, voir Masterton.
Paul Masterton, né le 2 novembre 1985 à Édimbourg (Écosse), est un homme politique britannique.
Membre du Parti conservateur écossais, il est député de la circonscription du Renfrewshire de l'Est à la Chambre des communes du Royaume-Uni de 2017 à 2019, au cours de la 57e législature du Parlement britannique.

## Jeunesse
Masterton est né le 2 novembre 1985 à Édimbourg. Il fréquente l'école primaire Buckstone et le collège George Watson. Il obtient un diplôme en droit de l'Université de Dundee en 2007. 
Après avoir obtenu son diplôme en pratique juridique en 2008, Masterton effectue un stage au sein du cabinet d'avocats McGrigors, travaillant dans leurs bureaux de Glasgow et de Belfast. En 2010, Masterton est devenu un avocat nouvellement qualifié spécialisé dans les pensions et l'épargne à long terme, continuant à travailler avec McGrigors, puis Pinsent Masons, pendant 9 ans, jusqu'à son élection. 
Masterton était président de son conseil communautaire local. 

## Parlement
Aux élections générales de 2017, Masterton est le candidat du Parti conservateur écossais pour East Renfrewshire. Masterton est élu, obtenant 21 496 voix, battant Kirsten Oswald du SNP par 4 712 voix . 
Au Parlement, Masterton est coprésident des groupes parlementaires multipartites sur les Juifs britanniques et le maillage chirurgical et président du groupe parlementaire multipartite sur la participation démocratique . Il est un membre actif d'un certain nombre d'autres APPG, dont ceux sur la maternité de substitution, les pensions, l'Equitable Life, les bureaux de poste et les parents célibataires. 
Entre septembre 2018 et mars 2019, Masterton est Secrétaire parlementaire privé de l'équipe ministérielle du Home Office. Masterton démissionne de ses fonctions le 13 mars 2019 afin de voter contre le gouvernement et de s'opposer à ce que le Royaume-Uni quitte l'Union européenne sans accord le 31 mars 2019 . 
En tant qu'ancien conseiller juridique en matière de pensions, Masterton est un orateur sur les questions de pensions. En octobre 2018, il dépose un projet de loi pour introduire une nouvelle forme de régime de retraite au Royaume-Uni, connue sous le nom de contribution collective définie. Cela faisait suite à l'accord entre Royal Mail et le Syndicat des travailleurs de la communication pour établir un tel régime pour les travailleurs de Royal Mail en remplacement de leur dernier régime salarial. Le projet de loi est adopté en tant que politique gouvernementale et une consultation sur les régimes de cotisations définies collectivement a été lancée par le DWP en novembre 2018 . 
En avril 2019, Masterton dirige un débat mettant en évidence l'impact de l'indemnité annuelle réduite sur le personnel clinique senior qui est membre de la NHS Pension Fund . Masterton a travaillé en étroite collaboration avec les employeurs de la BMA et du NHS, faisant du lobbying avec succès auprès du ministère de la Santé et des Affaires sociales et du Trésor, pour apporter des modifications au régime et lancer un examen du fonctionnement de la réduction annuelle des allocations. 
Le 12 décembre 2018, Masterton évoque la mort d'un élève de 13 ans qui s'est suicidé à la suite de cyberintimidation lors des questions du Premier ministre . Masterton continue de faire campagne sur les problèmes d'automutilation et de prévention du suicide chez les jeunes, et réussit à faire campagne pour l'inclusion d'une obligation légale de diligence envers les entreprises technologiques dans le livre blanc en ligne du gouvernement . 
Masterton vote pour rester dans l'UE lors du référendum de l'UE de 2016 et a été un ardent partisan de l'obtention d'un accord de retrait de l'Union européenne, mais il vote contre le projet de loi pour empêcher le Royaume-Uni de quitter l'UE sans accord . Fin 2017, Masterton est répertorié par le Daily Telegraph comme l'un des quinze «mutins du Brexit» conservateurs . 
Masterton est opposé à un deuxième référendum sur l'indépendance écossaise. 
Pour les élections générales de 2019, Masterton s'est présenté à nouveau au siège de l'East Renfrewshire mais est battu par Kirsten Oswald qui est réélue comme candidate du SNP avec une majorité de 5 426 voix (9,8%) - plus grande que sa précédente majorité en 2015 . 
Masterton vit avec sa femme et ses deux jeunes enfants à Ralston, Paisley. 